# Christian Iversen (løbehjuler)
Christian Blicher Iversen (født 1993) er en dansk sportsløbehjuler fra Danmarks Sportsløbehjul Klub i Ganløse som 2011 og 2012 satte verdensrekord på 400 meter sportsløbehjul. Han vandt også sølv på 400 meter ved VM i Sankt Wendel 2012. hvor han tabte til tjekken Václav Barak, som samtidigt slog hans verdendensrekord på distansen. En rekord som Iversen med tiden 42,69 tog tilbage 20 dage efter ved Copenhagen Athletics Games på Østerbro Stadion 21. august.
I 2013 vandt han sammen med Erik Guld og Magnus Guld bronze ved EM i stafet.
Christian Iversen er søn af Martin Iversen.